# Steuerhinterziehung (Schweiz)
In der Schweiz bezeichnet Steuerhinterziehung eine rechtswidrige Form der Steuerabwehr und eine Straftat nach Art. 175 DBG. Es wird zwischen der Steuerhinterziehung (lediglich mit Busse bedrohte Übertretung analog zur deutschen Steuerverkürzung) und dem Steuerbetrug (auch mit Freiheitsstrafe bedrohtes Vergehen in Analogie zur deutschen Steuerhinterziehung) unterschieden.

## Tatbestände
Als Steuerhinterziehung gilt die Verheimlichung von steuerbaren Tatbeständen, die zu einer ausbleibenden oder zu tiefen Steuerbelastung führen. Die Steuerhinterziehung kann entweder vollendet oder versucht sein. Die Steuerhinterziehung gilt als vollendet Art. 175 DBG, wenn der Steuerpflichtige rechtmässig veranlagt wurde und daher seine Steuerleistung geringer ist, als sie sein müsste. Wird die Verheimlichung noch im Veranlagungsverfahren entdeckt, so handelt es sich um eine versuchte Steuerhinterziehung Art. 176 DBG.

## Höhe der Busse
Bei der vollendeten Steuerhinterziehung von direkten Steuern beträgt die Busse ein Drittel bis das Dreifache der hinterzogenen Steuer Art. 175 DBG. Das genaue Ausmass hängt vom Verschulden ab. Bei der versuchten Steuerhinterziehung beträgt die Busse zwei Drittel der Busse der vollendeten Steuerhinterziehung Art. 176 DBG.

## Entwicklung
Auf Druck der OECD, EU und verschiedener Länder wie USA, Deutschland, Frankreich sollen die Schweizer Banken neu unter Relativierung des Bankgeheimnisses auf begründeten Verdacht hin auch Informationen über Steuerhinterziehung an ausländische Behörden (bezogen auf Steuerflucht von deren Staatsangehörigen) liefern. Das obgenannte Schweizer Recht würde nur noch für Inländer vorbehaltlos gelten, und Ausländer würden diskriminiert, was bundesverfassungswidrig wäre. Eine Einigung der unterschiedlichen Rechtsauffassungen wird im Rahmen der bilateralen Doppelbesteuerungsabkommen gesucht.